# Poškakaimis
Poškakaimis − wieś na Litwie, w okręgu tauroskim, w rejonie szyłelskim, 25 km na wschód od Szyłeli.

## Historia
.
Wieś powstała po II wojnie światowej. Nazwano ją na cześć polsko-litewskiego pisarza Dionizego Paszkiewicza (lit. Dionizas Poška).

## Dąb Baublis
Na południowej granicy wsi (już we wsi Bijotai) znajduje się małe muzeum (w pniu dębu Baublis) utworzone przez Dionizego Paszkiewicza.